# BanG Dream!
BanG Dream!, còn được biết với tên Bandori (Nhật: バンドリ Hepburn: Bandori) là một dự án âm nhạc đa phương tiện do công ty giải trí Nhật Bản Bushiroad, Kidani Takaaki đạo diễn và Nakamura Kō chấp bút phần kịch bản. Câu chuyện xoay quanh sự nghiệp âm nhạc của một ban nhạc toàn nữ, với mỗi thành viên ban nhạc là các diễn viên lồng tiếng nhập vai vào nhân vật và chơi cùng nhạc cụ tương ứng.
Dự án bắt đầu với manga đầu tiên BanG_Dream! Star Beat, tổng cộng đến nay có năm bộ manga. Kèm theo đó một light novel được xuất bản vào năm 2016. Cho đến đầu năm 2017, bản anime gồm ba mùa tính đến năm 2020 phát sóng trên truyền hình, ngoài ra anime còn có hai phần phim dài công chiếu với ba phần spin-off. Tháng 3 cùng năm, dự án cho ra một trò chơi điện tử tên BanG Dream! Girls Band Party! dành cho điện thoại di động, mở rộng ra là những CD nhạc, buổi hòa nhạc về sau. Ban nhạc đầu tiên tên Poppin'Party, được thành lập vào năm 2015, kèm theo đó là những ban nhạc ra mắt vào 2017 gồm: Afterglow, Pastel＊Palettes, Roselia và Hello, Happy World!. Cuối năm 2018, đánh dấu sự xuất hiện của ban nhạc mới "The Third", mà sau này đổi tên thành "Raise A Suilen" và theo sau là ban thứ bảy "Morfonica" vào năm 2020.
Bản chuyển thể anime được sản xuất dựa trên các đại diện hư cấu của các ban nhạc, loạt phim đã được phát hành ba mùa, mỗi mùa bao gồm 13 tập. Mùa đầu tiên được sản xuất bởi Issen và Xebec, được phát sóng từ tháng 1 đến tháng 4 năm 2017. Sanzigen là đơn vị đảm nhận nhiệm vụ sản xuất cho mùa thứ hai và thứ ba, được phát sóng lần lượt vào mùa đông 2019 và 2020. Một bộ phim điện ảnh tập trung vào buổi hòa nhạc, BanG Dream! Film Live được phát hành vào năm 2019, sau đó, dự án đã phát hành bộ phim Film Live 2nd Stage vào năm 2021. Vào năm 2022, dự án đã ra mắt bộ phim BanG Dream! Poppin'Dream!
Dự án nhận được nhiều sự khen ngợi sau khi phát hành các buổi công diễn trực tiếp và trò chơi di động, tuy nhiên, bản chuyển thể anime nhận được nhiều ý kiến trái chiều từ các nhà chuyên môn. Vào năm 2018, nhượng quyền thương mại mở rộng đã sáp nhập với một đối tác dựa trên nam giới, Argonavis. Sau đó, dự án được tách thành một thương hiệu độc lập, From Argonavis vào năm 2021.

## Nội dung
BanG Dream! theo chân Toyama Kasumi, một cô gái vui vẻ và đầy hoạt bát, là học sinh mới của trường trung học nữ sinh Hanasakigawa. Trong những tuần đầu tại trường, cô cố gắng tham gia nhiều câu lạc bộ trong nỗ lực tìm lại "Star Beat" (Giai điệu của vì sao), một cảm giác "lấp lánh, thót tim" cho cô khi nhìn lên những vì sao trên bầu trời đêm thời còn trẻ nhỏ.
Ngày nọ, khi đi học về, cô tìm thấy những miếng dán hình ngôi sao dẫn đến một hiệu cầm đồ cũ do cô bạn cùng lớp Ichigaya Arisa sở hữu. Tại đây, Kasumi tìm thấy một cây đàn guitar với những miếng dán lấp lánh đính trên đó. Cả hai người cùng đến một "live house" tên SPACE. Sau khi xem ban nhạc Green*Glitter biểu diễn tại đây, cô quyết thành lập một ban nhạc của riêng mình, bắt đầu với việc tuyển Arisa và ba người bạn cùng lớp, Yamabuki Sāya, Hanazono Tae và Ushigome Rimi tham gia cùng, dù ban đầu cả ba miễn cưỡng vì lý do cá nhân. Những sai sót lần đầu đã đưa năm người đã vượt rào cản và đồng ý thành lập ban nhạc "Poppin'Party".
Trong năm đầu cao trung, Poppin'Party gặp gỡ và kết bạn với bốn nhóm nhạc nữ khác tại trường Hanasakigawa và trường Haneoka gần đó, mỗi người đều có những câu chuyện, tính cách riêng.

## Lịch sử

### Lên kế hoạch
Ý tưởng của vị chủ tịch Bushiroad Kidani Takaaki cho BanG Dream! bắt đầu vào tháng 3 năm 2014, ông muốn tạo ra một dự án âm nhạc sau khi chứng kiến sự thành công của Love Live! School Idol Festival, bản trò chơi điện tử của dự án Love Live! thuộc sở hữu bởi tạp chí Dengeki G's, được công ty ông phát triển cùng với KLab Inc.. Khi Takaaki tham dự buổi hòa nhạc The Idolmaster Masters of Idol World!! 2014 tại Saitama Super Arena, ông ấn tượng bởi màn trình diễn của tay guitar Terakawa Aimi và mường tưởng rằng dự án mới của ông sẽ có các diễn viên lồng tiếng tự chơi nhạc cụ của mình. Để phân biệt với những tác phẩm âm nhạc khác của công ty, ông nhấn mạnh BanG Dream! không phải một "dự án về thần tượng" mà là một "dự án về một loạt các ban nhạc nữ".
Trong giai đoạn đầu, dự án được dự định có một buổi liveshow vào tháng 4 năm 2015, một bản anime và bản trò chơi điện tử dành cho điện thoại di động cũng được lên kế hoạch. Thời điểm này, Takaaki bắt đầu tìm kiếm các diễn viên lồng tiếng biết chơi nhạc cụ, do đó đó tính cách nhân vật của "Poppin'Party" có nhiều nét tương đồng với diễn viên lồng tiếng. Nakamura Kou, người đảm nhiệm cho câu chuyện gốc của dự án và sáng tác lời cho các bài hát của Poppin'Party, cốt truyện của dự án một phần ảnh hưởng bởi bản thân ông từng trải qua thời kỳ chơi nhạc khi còn học trung học, từ việc thành lập ban nhạc nhiều tháng cho đến tìm guitar tại hiệu cầm đồ và tổ chức họp ban trong nhà kho.

### Phát triển
"Tôi muốn BanG Dream! sẽ giống như "Gundam". Tôi muốn nó tồn tại trong 40-50 năm và hơn nữa. [...] Ngay cả khi Kasumi và bạn của cô đều đã hoàn thành câu chuyện của mình, họ vẫn sẽ hoạt động ban nhạc dù cho vào đại học hay trở thành người lớn và có việc làm. Và có thể, họ sẽ trở lại trường nữ sinh Hanasakigawa với tư cách là khách mời như ngày xưa. Tôi thật sự muốn câu chuyện dài như thế." 
Takaaki tìm đến tiểu thuyết gia Nakamura Kō để phát triển nhân vật cũng như câu chuyện, cho đến tháng 1 năm 2015, ông hợp tác cùng họa sĩ Ishida Aya để sản xuất bộ truyện manga đầu tiên của dự án. Chưa đầy hai tháng sau vào ngày 28 tháng 2, tại buổi hòa nhạc thứ hai của ca sĩ Terakawa Aimi, cô công bố thành lập một ban nhạc của BanG Dream! với vai trò là giọng ca chính và chơi guitar, theo dấu nội dung manga và phản ánh câu chuyện một cách hiện thực. Vào tháng sau, hai thành viên Nishimoto Rimi (độc tấu bass) và Itō Ayasa (độc tấu organ) tham gia ban nhạc, cả hai từng có vai trong Tantei Opera Milky Holmes của Bushiroad, đồng thời cùng với ba người, ban nhạc đã tổ chức buổi hòa nhạc đầu tiên vào ngày 18 tháng 4. Ban đầu tên ban nhạc chưa được quyết định, vào buổi hòa nhạc thứ hai trong tháng 6, "Poppin'Party" mới được công bố, kèm theo thành viên thứ bốn Ōtsuka Sae, độc tấu guitar chính. Cuối cùng, Ōhashi Ayaka, chơi trống, tham gia Poppin'Party vào buổi hòa nhạc thứ bốn trong tháng 10 của ban.

## Truyền thông

### In ấn
Manga BanG_Dream! Star Beat do Ishida Aya minh họa và Nakamura sáng tác đăng trên tạp chí Monthly Bushiroad của Bushiroad Media, công ty xuất bản sách trực thuộc Bushiroad, vào ngày 8 tháng 1 năm 2015. Câu chuyện gốc dựa theo dự án và có tổng cộng 12 chương truyện tính từ số tháng 2/2015 và đến số tháng 1/2016 của tạp chí. Một bản light novel cũng do Nakamura chắp bút và được Hitowa minh họa, tiểu thuyết này nối tiếp câu chuyện của Star Beat, do ASCII Media Works xuất bản vào ngày 25 tháng 8 năm 2016 dưới ấn hiệu Dengeki Bunko.
Manga thứ hai tên BanG Dream! do Kashiwabara Mami và Nakamura minh họa, bắt đầu đăng thường kỳ trên tạo chí Monthly Bushiroad vào năm 2016. Shogakukan Asia mua bản quyền bộ truyện và xuất bản tiếng Anh vào tháng 2 năm 2017. Tiếp đó là hai bộ manga bốn khung tranh gồm Yonkoma Bandori của Shiroi Hakutoi đăng trên Dengeki G's Comic của ASCII Media Works và Banban Doridori của Nyaromeron đăng trên tạp chí Coro Coro Aniki của Shogakukan.
Năm 2017, bộ manga đầu tiên không đề cập về Poppin'Party là BanG Dream! Girls Band Party! Roselia Stage, sáng tác bởi Pepako Dokuta và đăng trên tạp chí Gardo Comics của nhà xuất bản Overlap. Tokyopop sau đó mua bản quyền và phát hành truyện tại khu vực Bắc Mỹ vào tháng 3 năm 2020. Ban nhạc RAISE A SUILEN còn nhận thêm một manga tên RAiSe! The story of my music, do chính Nakamura Roi thực hiện và Shihara Ryū đảm nhiệm phần minh họa, đăng trên tạp chí Monthly Bushiroad.
Một manga tuyển tập khác vẽ theo phong cách chibi là BanG Dream! Garupa ☆ Pico Comic Anthology dựa trên ạnme spin-off BanG Dream! Girls Band Party! ☆ Pico được đăng trên Monthly Bushiroad và được tập đoàn Kadokawa xuất bản vào ngày 14 tháng 3 năm 2019. Cuốn sách là sản phẩm tổng hợp từ 17 nghệ sĩ.

### Anime và phim dài

Áp phích chiếu rạp của BanG Dream! FILM LIVE.

Một anime chuyển thể gồm ba mùa bắt đầu phát sóng trên kênh truyền hình Tokyo MX từ năm 2017 đến năm 2020. Những diễn viên lồng tiếng cho nhân vật đồng thời cũng tham gia vào anime lần này với nhân vật tương ứng. Sentai Filmworks cấp phép phân phối cả ba mùa phim tại khu vực Bắc Mỹ, anime được chiếu trên Anime Network và Crunchyroll. Tại Đông Nam Á, Animax Asia phát sóng bộ phim với phụ đề tiếng Anh. Tính riêng mùa hai, bản lồng tiếng Anh do John Swasey chỉ đạo mới được phát sóng vào 21 tháng 4 năm 2020, cùng dàn diễn viên lồng tiếng được công bố vào ngày 9 cùng tháng. HIDIVE, một dịch vụ phát anime trực tuyến của Sentai, cũng phát sóng đồng thời (simulcast) mùa hai và mùa ba.
Mùa đầu tiên gồm 13 tập phát sóng vào ngày 21 tháng 1 đến 22 tháng 4 năm 2017, do hai xưởng phim Issen và Xebec sản xuất, được Ōtsuki Atsushi đạo diễn, Element Garden soạn nhạc và Nita Matsuko thiết kế nhân vật dựa theo thiết kế gốc của họa sĩ Hitowa. Lấy bối cảnh dựa theo manga và được một số chi tiết mà diễn viên lồng tiếng từng trải nghiệm; như khi nhân vật Kasumi mất giọng trong một tập phim là được dựa trên sự kiện có thật khi nữ diễn viên Aimi mất giọng trong buổi hòa nhạc đầu tiên của BanG Dream!. Poppin'Party biểu diễn ca khúc mở đầu "Tokimeki Experience!" và ca khúc kết thúc "Kirakira da toka Yume da toka ~Sing Girls~". Tuy nhiên cho đến mùa thứ hai và thứ ba, lần này hai mùa được xưởng phim Sanzigen và đội ngũ cũ trở lại sản xuất, cũng như bắt đầu áp dụng công nghệ hoạt hình máy tính CGI; CGI cũng được áp dụng trong mùa một nhưng chỉ dùng quanh các cảnh biểu diễn nhạc. BanG Dream! là phim đầu tiên không liên quan đến khoa học viễn tưởng do Sanzigen sản xuất, đồng thời xưởng này cũng tạo một video âm nhạc tên "Neo-Aspect" cho ban nhạc Roselia. Mùa hai phát sóng từ 8 tháng 1 đến 28 tháng 3 năm 2019, với nội dung tiếp tục đề cập về Poppin'Party trong thời điểm tiếp xúc mới nhiều ban nhạc mới như Afterglow, Pastel＊Palettes, Roselia và Hello, Happy World! cùng với sự thành lập của RAISE A SUILEN. Bài hát mở đầu "Kizuna Music♪" của Poppin'Party thực hiện và ca khúc kết thúc "Brave Jewel" do Roselia trình diễn. Mùa ba được lên kế hoạch khởi chiếu vào tháng 10 năm 2019 tuy nhiên lại bị trì hoãn đến tháng 1 năm 2020, sau mới chính thức phát sóng vào ngày 23 cùng tháng cho đến 23 tháng 4 năm 2020. Trước đó tập đầu tiên của mùa được đính kèm với tập 13 của mùa hai trong đĩa Blu-ray giới hạn phát hành vào 7 tháng 1 năm 2020. Câu chuyện tiếp tục với Poppin'Party's tham gia các cuộc thi biểu diễn nhạc và sự phát triển của RAISE A SUILEN. Ca khúc mở đầu là "Initial" với bài hát kết thúc "Yume wo Uchinuku Shunkan ni!".
Sanzige sản xuất thêm một bộ phim anime điện ảnh cho BanG Dream! dưới tiêu đề BanG Dream! FILM LIVE khởi chiếu tại 56 rạp phim Nhật Bản vào 13 tháng 9 năm 2020. Bộ phim do Umezu Tomomi đạo diễn với phần kịch bản của Nakamura Kou, Ueda Kazuyuki tham gia thiết kế nhân vật và nhóm nhạc Elements Garden soạn phần nhạc, đổi với các diễn viên lồng tiếng trở lại với vai trước đó. Ngoài ra, phim còn được công chiếu tại sự kiện Madman Anime Festival Melbourne của Madman Entertainment tại Úc vào ngày 14 tháng 9, và tại Đài Loan vào 22 tháng 9 cùng năm. Phần phim thứ hai BanG Dream!Phim Live 2nd Stage được thông báo vào tháng 3 năm 2020 và hiện đang lên kế hoạch.
Vào dịp MyGO!!!!! 4th Live ngày 9 tháng 4 năm 2023, một bộ Anime đã được thông báo là đang trong giai đoạn sản xuất, cùng lúc với việc tiết lộ các seiyuu của band nhạc MyGO!!!!!. Bộ anime gồm 13 tập đã bắt đầu công chiếu vào ngày 29 tháng 6 năm 2023

## Đón nhận

### Doanh số
Bộ phim hoạt hình điện ảnh BanG Dream! FILM LIVE khởi chiếu vào 13 tháng 9 năm 2019, trong năm ngày đầu công chiếu đầu đã thu về 100 triệu yên với 51.000 vé vào cửa, con số này tăng lên 200 triệu yên vào 10 tháng 4, và đạt ngưỡng 300 triệu yên cùng tổng số 152.000 vé vào cửa vào 28 tháng 10.